# Cephalogryllus tundulla
Cephalogryllus tundulla är en insektsart som beskrevs av Otte, D. och R.D. Alexander 1983. Cephalogryllus tundulla ingår i släktet Cephalogryllus och familjen syrsor. Inga underarter finns listade i Catalogue of Life.